# Projekt socjalny
Projekt socjalny – zespół zaplanowanych działań mających na celu poprawę sytuacji społecznej, oparty na założeniach teoretycznych oraz diagnozie społecznej. Opis projektu jest podstawą do wdrożenia oraz jego ewaluacji (oceny).
Inaczej, projekt socjalny jest ograniczonym w czasie i przestrzeni społecznej przedsięwzięciem o charakterze pomocowym. Głównym założeniem planowanego działania powinno stać się dążenie do pozytywnej zmiany. Projekt jest systemem wielu interwencji, które przebiegają etapowo i są ze sobą powiązane.
Projekt oprócz samego planu i wizji działania jest też dokumentem zawierającym opis celów i środków działania pracownika socjalnego oraz szczegóły realizacji. Wywodzi się z koncepcji pracy socjalnej zorientowanej zadaniowo i tworzony jest w celu usystematyzowania interakcji pomiędzy pracownikiem socjalnym a grupą odbiorców.
Projekt jest jednym z wielu narzędzi, którymi posługuje się pracownik socjalny podczas wykonywania profesjonalnej pracy socjalnej. Projekt na ogół odnosi się do jednostek, grup, społeczności lokalnej, które znajdują się czasowo lub trwale w trudnej sytuacji życiowej. Działania mogą być podejmowane wobec różnych odbiorców, zależnie od tego można mówić o projektach:
- indywidualnych, które odnoszą się do jednostek i stosowane są w indywidualnym toku prowadzenia przypadku. Przyjmuje formę umowy (kontraktu socjalnego) z podopiecznym;
- grupowych (w tym także rodzinne) skierowanych do grupy lub większej zbiorowości odbiorców;
- instytucjonalnych, które odnoszą się do placówek, kreują ich powstanie lub zmierzają do modyfikacji ich funkcjonowania.

Projekt socjalny, który powstaje w toku działania spełnia funkcję społeczną. Mianowicie dynamizuje społeczność, sprzyja integracji i koordynacji podmiotów działających oraz może oddziaływać terapeutycznie.

## Geneza metody
Projekt socjalny wywodzi się z metody pracy socjalnej skupionej na aktywizowaniu, pobudzaniu i organizowaniu środowiska lokalnego do życia społecznego.
O projektowaniu działań społecznych pisał już A. Podgórecki (1962), wskazując na bardzo ważną cechę, którą jest postępowanie celowościowe składające się z diagnozy, uzasadnienie, konstruowania projektu, jego realizacji oraz oceny. Samą realizację uznaje się za element pozanaukowy.
Projekt socjalny może być określany zarówno w kategorii samodzielnej metody działania, ale także sposobu działania w ramach wykształtowanych już metod pracy socjalnej, jak metoda pracy z grupą, metoda pracy ze społecznością lokalną czy jednostką.
Projekty mogą służyć celom społecznym, przy jednoczesnej realizacji celów edukacyjnych. Początki projektów w kontekście pedagogicznym sięgają XVI wieku. Metoda uczenia przyszłych adeptów (np. architektury) przez realizacje określonych zadań-projektów była stosowana w Akademii Świętego Łukasza, kształcącej osoby zdobywające wolne zawody.
Uczniów aktywizowano do działalności w środowisku lokalnym poprzez regularnie rozpisywane konkursy na najlepszy projekt. Głównym celem nie była jednak rywalizacja, lecz ćwiczenie umiejętności i zdobywanie wiedzy.
Projekty w kontekście pedagogicznego kształcenia do zawodu wskazuje również John Dewey, odwołując się do filozofii pragmatyzmu. Założenia kształcenia z wykorzystaniem praktycznie realizowanych projektów, o charakterze prospołecznym. Jak podkreśla J. Dewey korzyści edukacyjne przy uczeniu się z wykorzystaniem projektowania wynikają z myśli refleksyjnych, które powodują świadomy wysiłek, pobudza potrzebę zdobycia wiedzy i wykorzystania jej w doświadczanej praktyce projektu.

## Wielowymiarowość projektowania socjalnego
Realizowane projekty socjalne mają charakter wielowymiarowy. Wiąże się to z interdyscyplinarnym charakterem pracy socjalnej, jako pomocowej działalności społecznej. Projektowanie socjalne można rozpatrywać w aspektach:
- socjologicznym,
- psychologicznym,
- pedagogicznym.

Aspekt socjologiczny projektowania opiera się na założeniu, że działania nastawione na pobudzanie i aktywizowanie społeczności ku rozwojowi społecznemu są akceptowane przez ogół ludności. W tym przypadku praca socjalna czerpie z ogromnego dorobku wiedzy socjologicznej dotyczącej społeczeństwa. Dodatkowo dorobek socjologiczny pomaga poprzez różne konstrukcje teoretyczne w interpretowaniu rzeczywistości oraz tworzeniu skutecznych sposobów jej rozwoju.
Projektowanie socjalne w aspekcie psychologicznym nastawia twórcę projektu (pracownika socjalnego) na uwzględnianie nie tylko ogólnej idei, zamysłu, który chce zrealizować, ale także pragnień, potrzeb i oczekiwań środowiska, jednostek i grup społecznych, do których projekt swój kieruje. Wymiar psychologiczny poddaje pytania dotyczące zasadności konkretnego działania, całego projektu, a także efektów jego wdrożenia, jak planowane działanie wpłynie na odbiorców (klientów pomocy społecznej).
Aspekt pedagogiczny odwołuje się do wychowawczej roli pracowników socjalnych w kształtowaniu oraz rozwoju społeczności lokalnej, a także grup i jednostek. Wynika to z charakteru pracy socjalnej jako celowych i intencjonalnych działań o charakterze wychowawczym.

## Tworzenie projektu socjalnego

### Fazy projektu
Kompleksowa praca z wykorzystaniem projektowania socjalnego opiera się na trzech podstawowych fazach:
1. Przygotowanie (konceptualizacja)
2. Realizacja (operacjonalizacja)
3. Ewaluacja (ocena).

Konceptualizacja polega na spojrzeniu na sytuację problemową od strony racjonalnego działania, stworzeniu koncepcji działania w oparciu o diagnozę problemu społecznego oraz poszerzeniu wiedzy na jego temat, wyznaczeniu celów do realizacji, zaplanowaniu metod i środków niezbędnych do ich realizacji. Na etapie operacjonalizacji następuje wdrożenie zaplanowanych działań, sukcesywne osiąganie celu głównego i celów szczegółowych. Ewaluacja natomiast jest systematycznie realizowana w trakcie projektowania socjalnego, a także po realizacji projektu. Ocena dotyczy osiągnięcia celów, zastosowanych metod, uzyskanych efektów oraz dokonanych zmian u uczestników projektu.

### Etapy projektu
Metoda ta jako w formie zapisu służącego późniejszej realizacji określonych w planie celów jest usystematyzowana i podzielona na etapy. Ewa Kantowicz wyróżnia dziesięć etapów:
1. Zdefiniowanie problemu socjalnego, tj. zauważenie pewnej specyficznej trudności, problemu społecznego z którym nie można sobie poradzić, stosując dotychczasowe typowe metody pracy socjalnej,
2. Diagnoza problemu, która ma na celu jakościowe i ilościowe zanalizowanie obranego problemu socjalnego, oszacowanie rozmiaru problemu,
3. Usytuowanie problemu w kontekście teorii społecznych, podczas którego następuje powiązanie aktualnego problemu z istniejącymi koncepcjami teoretycznymi z zakresu socjologii, profilaktyki społecznej, pedagogiki i psychologii. Szukanie uzasadnienia podejmowanego działania w analizie problemu w oparciu o te koncepcje,
4. Określenie celu projektu i zadań (cele operacyjne) – cele i zadania powinny zrodzić się na gruncie wiedzy o dotychczasowych (nieskutecznych) działaniach, oraz być dla nich alternatywą, pewnego rodzaju odmiennym podejściem do sprawy.
5. Opracowanie założeń metodologicznych – założenia metodologiczne powinny odnosić się zarówno do aspektu realizacji projektu w środowisku, jak i do diagnozowania tej społeczności. W przypadku diagnozowania należy skorzystać z metodologii badań społecznych. Opracowanie metodologii w odniesieniu do etapu realizacji projektu dotyczą form, metod i technik stosowanych w celu wdrożenia projektu, a także osiągnięcia jego zamierzeń,
6. Analiza założeń metodologicznych, często wykonywana już w trakcie prac koncepcyjnych, ma na celu uwzględnienie zapotrzebowania jednostek/ odbiorców na konkretne formy pracy, a także możliwości środowiskowych, np. instytucji, które projekt będzie realizować,
7. Ustalenie planu pracy, tj. stworzenie harmonogramu realizacji zadań służących przygotowaniu do realizacji, a także samej realizacji projektu, w tym także:
  - określenie kompetencji osób realizujących projekt,
  - określenie ram czasowych,
  - uzgodnienie form realizacji projektu z instytucjami wspomagającymi jego realizację.
8. Wdrażanie projektu – systematyczna realizacja harmonogramu prac, a także weryfikacja obranych założeń,
9. Analiza odbioru projektu przez uczestników – ocena obiektywnych i subiektywnych elementów realizacji projektu, ich skuteczności, celowości i przydatności na potrzeby społeczne i konkretnych jednostek,
10. Opracowanie wniosków – zbiorcze opracowanie, dotyczące sprawozdania z realizacji, uwzględniające czynniki utrudniające jego realizację, oraz czynniki pomagające, uwagi niezbędne z punktu widzenia realizacji kolejnych projektów oraz sugestie dotyczące przyszłych realizacji[13].

Inni autorzy określają projekt socjalny w ramach sześcioetapowego procesu, przebiegającego w następujących etapach:
1. Programowanie – etap wynikający z analizy potrzeb, możliwości i zagrożeń społeczności lokalnej. W tej fazie powinno się wyłonić najbardziej wrażliwe obszary tej społeczności oraz dać zaczątek do przygotowywania działań mających wspierać jej rozwój.
2. Identyfikacja – etap, którego wynikiem jest wykreowanie wstępnej koncepcji projektowanych działań. W etapie identyfikacji wskazuje się konieczne do podjęcia działania, określając zakres projektu.
3. Formułowanie – etap polegający na uszczegółowieniu niezbędnych w projekcie informacji, szczególnie o charakterze techniczno-finansowym oraz konsultowaniu planowanych działań z przykładowymi grupami odbiorców. W wyniku formułowania powstają niezbędne dokumenty stanowiące podstawę realizacji projektu socjalnego.
4. Finansowanie – etap, w którym projekt przechodzi weryfikację przełożonych lub instytucji decydujących o przyznaniu środków.
5. Wdrożenie jest właściwą realizacją zaplanowanych działań projektowych, połączona ze stałym monitoringiem przeprowadzanych działań.
6. Ewaluacja jest merytoryczną oceną realizowanych działań zarówno w trakcie, jak i po realizacji projektu. Ma na celu określenie skuteczności zrealizowanego projektu oraz możliwość wyniesienia wniosków mogących pomóc w przyszłych realizacjach[14].

### Elementy dokumentacji projektu socjalnego
Pracownik socjalny w ramach swoich zadań powinien dokonać odpowiedniego dokumentowania opracowanych zamierzeń, koncepcji, celów i planu działania. Wśród osób korzystających z tej techniki pracy zauważalne są dwa nurty – zwolenników rygorystycznego określonego szablonu działania (w tym szablonu dokumentu opisującego projekt), a także zwolenników twórczego i kreatywnego podejścia do projektowania, w ramach którego dokument projektu socjalnego nie musi spełniać sztywnych z góry określonych ram. Można także wypracować własny dostosowany do potrzeb wzór dokumentu projektu. Ma on służyć usystematyzowaniu planu i osobom zaangażowanym w jego realizacje. Przykładowa konstrukcja dokumentacji projektu socjalnego może zawierać:
| Przykład 1 1. Tytuł projektu 2. Wprowadzenie - Założenia teoretyczne projektu - Diagnoza problemu społecznego 3. Charakterystyka grupy docelowej/odbiorców 4. Cel główny i cele szczegółowe 5. Plan działania 6. Finansowanie/Zasoby 7. Ewaluacja | lub | Przykład 2 1. Nazwa projektu 2. Wprowadzenie - Uzasadnienie realizacji projektu - Diagnoza problemu i charakterystyka grupy docelowej 3. Założenia projektu - Cel główny - Cele szczegółowe (mogą być podzielone na obszary działania: psychiczny, fizyczny, społeczny, intelektualny) 4. Realizacja projektu - etapy realizacji - osoby odpowiedzialne i profil ich kompetencji - podstawy prawne podejmowanych działań 5. Przewidywane efekty 6. Finansowanie projektu - rodzaje i źródła potrzebnych zasobów (finansowych, lokalowych, rzeczowych, ludzkich) - instytucje z którymi współpracujemy 7. Monitorowanie i ewaluacja - sposoby oceny i czas jej trwania - osoby upoważnione do oceny |

## Zastosowanie projektu socjalnego
Projekty socjalne mają swoje rozliczne zastosowanie ze względu na szerokie spectrum odbiorców, form realizacji, cel ich użycia. Projektowanie może być elementem działania społecznego, intencjonalnego pobudzania do aktywności społeczności lokalnej, a także metodą wspomagającą proces kształcenia umiejętności wśród studentów pracy socjalnej i kandydatów na inne kierunki pomocowe.

### Projektowanie w działaniu społecznym w pracy socjalnej

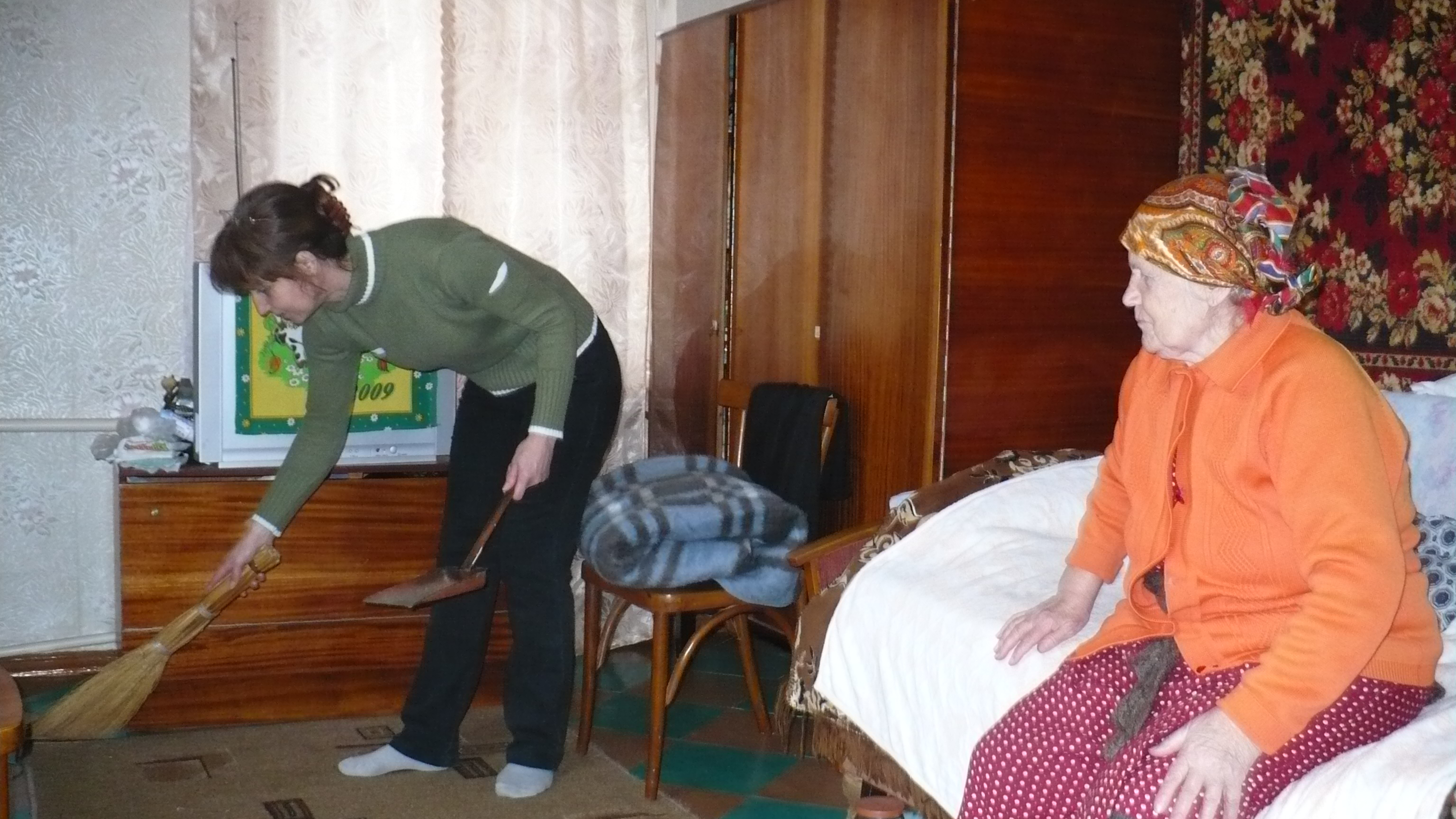
Pracownik socjalny Lermontowskiego Ośrodka Socjalnej Obsługi Ludności (Kraj Stawropolski) realizuje projekt socjalny, zakładający pomoc domową samotnej weterance II wojny światowej

Praktyczne zastosowanie projektu socjalnego podczas wykonywania pracy socjalnej ma na celu uwzględnienie pomocniczego, wychowawczego, resocjalizacyjnego, rewalidacyjnego oraz terapeutycznego charakteru podejmowanego działania. Stosowanie projektowania socjalnego nastawione jest na pobudzanie lokalnej społeczności do aktywności, do wykazywania inicjatywy społecznej oraz przeciwdziałać problemom społecznym obecnym w danym środowisku. Projektowanie socjalne realizuje podstawową w pracy socjalnej zasadę pomocniczości, w ramach której instytucje nadrzędne (państwo, pomoc społeczna) powinny wspomagać, a nie wyręczać jednostki i grupy oraz mobilizować ich potencjał do samodzielnego przezwyciężania trudności.

### Projektowanie w kształceniu do pracy socjalnej
Metoda projektowania socjalnego może służyć nie tylko pracownikom pomocy społecznej w realizacji celów związanych z rozwojem społeczności lokalnej, ale także w kształceniu pracowników socjalnych w ramach uczelni wyższych. Metoda ta wykorzystywana w kształceniu posiada trzy cechy:
1. Orientację na osobę uczącą się – samodzielność uczenia się podczas podejmowania własnych inicjatyw, często w formie zaliczenia danego przedmiotu,
2. Orientacja na rzeczywistość – skupienie się na praktycznym rozwiązywaniu problemów obecnych aktualnie w ich środowisku lokalnym, a nie tylko na teoretycznym analizowaniu przypadków,
3. Orientacja na produkt – interdyscyplinarne skoordynowanie wiedzy i umiejętności, mające pomóc w stworzeniu projektu, którego efekt daje się pokazać, przedstawić, wykonać[11].

### Przykłady projektów socjalnych
Spora część projektów tworzona jest w ramach dotacji i różnych programów unijnych. Jednym z nich jest Europejski Fundusz Społeczny. Polska w latach 2004–2006 mogła wydać z EFS ponad 2 mld euro. W kolejnym okresie, 2007–2013 wykorzystanie środków ujęte zostało w ramach Programu Operacyjnego Kapitał Ludzki.
Projekty socjalne realizowane przez Ośrodki Pomocy Społecznej dotykają kwestii zarówno problemowych, jak i mobilizujących, kreujących pozytywną rzeczywistość, pobudzających do aktywności i działania.

#### Projekt socjalny: Pomocna Dłoń II
Projekt realizowany przez Miejski Ośrodek Pomocy Społecznej w Nowym Sączu. Został zainicjowany na początku 2011 roku. Był realizowany przy współpracy z Sądeckim Urzędem Pracy. Projekt miał na celu reintegrację społeczna długotrwale bezrobotnych, którzy do tej pory byli stałymi klientami pomocy społecznej. Działania projektu obejmowały prowadzenie 4 grup, po dziesięć osób.
Podejmowane przez realizatorów projektu działania miały doprowadzić do:
- uruchomienia procesu aktywizacji społecznej klientów,
- nauczenia się planowania własnego życia,
- zaspokajania potrzeb własnym staraniem w szczególności poprzez możliwość osiągania własnych dochodów,
- wykształcenia umiejętności racjonalnego gospodarowania środkami finansowymi,
- odzyskania zdolności do funkcjonowania w społeczeństwie,
- zdiagnozowania stanu zdrowia przez lekarza specjalistę i przygotowania dokumentacji niezbędnej do uzyskania stopnia niepełnosprawności lub świadczenia emerytalno-rentowego,
- zdobycia podstawowych umiejętności posługiwania się komputerem[20].

Druga edycja projektu została zbudowana w oparciu o pozytywne doświadczenia z edycji I. w ramach poprzedniej edycji, jak pokazała ewaluacja projektu, udało się:
- zmobilizować uczestników do aktywnego podejmowania działań,
- usprawnić komunikatywność uczestników projektu,
- nabyć umiejętność planowania swojej przyszłości, podejmowania aktywności własnej w celu realizacji swoich potrzeb.

Dodatkowo osiągnięto:
- 20 osób skompletowało dokumenty i złożyło wniosek do Zespołu ds. Orzekania o stopniu Niepełnosprawności, 8 uzyskało stopień,
- 11 osób wzięło udział w zajęciach Centrum Integracji Społecznej STOPIL,
- 4 osoby uzyskały stałe zatrudnienie na otwartym rynku pracy,
- 2 osoby skierowano do Komisji Rozwiązywania Problemów Alkoholowych,
- 2 osoby uzyskały alimenty,
- 1 osoba uzyskała świadczenie w formie zasiłku stałego,
- 1 osoba uzyskała emeryturę z Z.U.S.,
- 1 osoba wzięła udział w robotach publicznych,
- 1 osoba otrzymała świadczenia pielęgnacyjne[21].

#### Projekt socjalny: Zdobądź dotację – zostań przedsiębiorcą
Projekt był realizowany w ramach środków Programu Operacyjnego Kapitał Ludzki przez firmę Systema Sp. z o.o. Przeznaczony był dla osób z województwa małopolskiego, dotkniętych negatywnymi skutkami powodzi z roku 2010. Realizacja projektu obejmowała różnorodne formy wsparcia, jak szkolenie, doradztwo indywidualne i grupowe oraz pozyskiwanie środków kapitałowych.

#### Projekt socjalny: Jesienna Szkoła dla rodziców zastępczych
Projekt zakładał realizacje dwudniowego cyklu szkoleniowego dla spokrewnionych rodzin zastępczych będących pod opieką Miejskiego Ośrodka Pomocy Społecznej w Nowym Sączy. Szkolenie objęło 15 opiekunów oraz 25 dzieci i jego celem była integracja rodzin, budowanie poczucia wsparcia społecznego oraz podnoszenie kompetencji opiekuńczo-wychowawczych rodziców. Po zajęciach były zaplanowane różnorodne atrakcje, budujące atmosferę współpracy.
Spotkania realizowane w trzech grupach (rodzicem, dzieci do 12. rż. i dzieci powyżej 12. rż.) obejmowały dyskusje na takie tematy jak: komunikacja z wychowankami, budowanie i wzmocnienie poczucia wartości i więzi emocjonalnej z dzieckiem, sposoby wspierania dzieci w trudnych sytuacjach życiowych, rozpoznawanie uczuć i metody radzenia sobie z nimi, zagrożenia płynące z Internetu.

#### Projekt socjalny: Czas na kawę
Projekt opracowany i wdrażany od marca 2011 roku przez MOPS w Zgorzelcu skierowany do osób starszych, emerytów i rencistów. Założeniem projektu jest umożliwienie beneficjentom możliwości spotykania się w wybranych w mieście kawiarniach na kawie czy herbacie za cenę 1 zł. Celem projektu jest umożliwienie kontaktów z rówieśnikami w atrakcyjnym miejscu, miłe spędzenie wolnego czasu, a przede wszystkim dążenie do integracji i bycia z ludźmi osób starszych, często wyizolowanych ze społeczeństwa.

## Zalety stosowania projektów socjalnych
Pobudzanie do aktywności społeczności lokalnej, a także metodyczne organizowanie środowiska krok po kroku przyczynia się do wzmacniania współpracy członków tej społeczności, umożliwia podejmowanie odpowiedzialności za jakość życia w najbliższym otoczeniu. Daje możliwość mobilizowaniu sił społecznych w celu ich samoorganizacji i przeciwdziałania problemom społecznym także w przyszłości.
Zależnie od zamierzonych działań projektu socjalnego efekty można oceniać przez pryzmat trzech wymienionych wcześniej aspektów: socjologicznego, psychologicznego oraz pedagogicznego. Na podstawie projektu Usamodzielniania rodzin dotkniętych długotrwałym bezrobociem przez podjęcie własnej działalności gospodarczej (J. Kowalczyk) dostrzeżono następujące skutki w poszczególnych aspektach:
- W aspekcie socjologicznym korzyścią wynikającą z odpowiednich działań było pobudzenie inicjatywy i aktywności społecznej uczestników projektu, ale często także i ich najbliższego otoczenia,
- W aspekcie psychologicznym odpowiednio zaprojektowane działania pomogły w zmianie sposoby zachowania jednostek na poziomie osobowościowym (uaktywnienie, wzmocnienie, dowartościowanie), wynikające z istoty projektu nastawionego na uświadamianie własnych możliwości jednostek do przezwyciężania trudności,
- W aspekcie wychowawczym korzyścią było ukazanie uczestnikom i środowisku wartości aktywności własnej w przezwyciężaniu trudności[26].

Wśród zalet projektowania socjalnego wymienia się również refleksyjny charakter metody, ujawniający się w konieczności stałego monitorowania i ewaluacji podejmowanych działań. Ich ciągłe dopracowywanie podczas kolejnych realizacji wymusza jednocześnie na osobach podejmujących się realizacji rozwijanie swojego doświadczenia zawodowego i dążenie do profesjonalizacji działań.